# Nesebar
Nesebar (bolgarsko Несебър, latinizirano: Nesébăr, Thracian Melsambria, grško Μεσημβρία, latinizirano: Mesembría) je antično mesto in eno od najbolj priljubljenih bolgarskih črnomorskih letovišč. Najslavnejša in največja mestna plaža je Sončna plaža neposredno severno od mesta.  Mesto spada v oblast Burgas in je upravno središče občine Nesebar. Pogosto ga imenujejo biser Črnega morja in mesto muzej, saj ima za seboj kar tri tisočletja zelo razgibne zgodovine. 
Nesebar je pripadal več civilizacijam. Najstarejši del mesta je na polotoku, ki je bil nekoč otok, zdaj pa je s celino povezan z ozkim umetnim nasipom. Bogastvo zgodovinskih zgradb je spodbudilo Unesco, da je leta 1983 staro mestno jedro uvrstil na seznam svetovne kulturne dediščine.
Decembra 2009 je imel 11.626 prebivalcev.

## Ime
Grki so ga imenovali Mesembria (Μεσήμβρια), včasih tudi Mesambria ali  Melsembria. Slednje ime pomeni Melsasovo mesto.  Rekonstrukcija imena je pokazala, da bi lahko nastalo iz tračanskega Melsambria, čeprav zgleda, da je tračansko poreklo imena vprašljivo. Povezava imena z njegovim ustanoviteljem Melsasom je šibka in spada v niz etimoloških legend, pogostih v  grških mestih. Zgleda tudi, da je povezava z Melsasovim imenom nastala v obdobju, ko je bila Mesembria pomembno obmorsko mesto.

## Zgodovina

### Stari vek
Nesebar je bil prvotno tračansko naselje z imenom Menembrija, katero so na začetku 6. stoletja pred n. št.  kolonizirali Dorci iz Megare. Postal je pomembno trgovsko središče in tekmec Apolonije (Sozopot). Bil je edina dorska kolonija na obali Črnega morja. Vse druge kolonije so bile jonske. Menembrija se je leta 425-424 pred n. št. pridružila atiško-delski pomorski zvezi pod vodstvom Aten. Iz helenističnega obdobja so se ohranili akropola, Apolonov tempelj in agora. Na severni obali otoka so še vidni ostanki mestnega obzidja. V mestu se je od 5. stoletja pred n. št.  koval srebrn in bronast denar, od 3. stoletja pred n. št.  pa tudi zlat denar. Leta 71 pred n. št. je prišla Mesembrija pod rimsko oblast, vendar je obdržala svoje privilegije, med njimi tudi pravico do kovanje lastnega denarja.

### Srednji vek
Mesto je bilo od 5. stoletja n. št. najpomembnejša trdnjava Bizantinskega cesarstva in predmet bitk med Bizantinci in Bolgari. Leta 812 ga je po dva tedna trajajočem obleganju osvojil bolgarski kan Krum in ga vključil v Prvo bolgarsko cesarstvo. Knez Boris I. ga je leta 864 prepustil Bizantinskemu cesarstvu. Ponovno ga je osvojil njegov sin, car Simeon Veliki. V Drugem bolgarskem cesarstvu so zanj tekmovale bolgarske in bizantinske vojske. Velik razcvet je doživel med vladavino carja Ivana Aleksandra (vladal 1331–1371), dokler ga niso leta 1366 osvojili križarji pod poveljstvom grofa Amadea VI. Savojskega. Bolgarska različica imena, Nesebăr ali Mesebăr, se dokazano uporablja od 11. stoletja. 
Med spomenike iz srednjega veka spadajo Stara metropolija (škofija) iz 5.-6. stoletja, znana tudi kot sveta Sofija, bazilika brez prečne ladje, cerkev svete Device iz 6. stoletja  in Nova metropolija ali cerkev svetega Štefana iz 11. stoletja, ki se je krasila do 18. stoletja. V 13. in 14. stoletju je bilo zgrajenih tudi veliko drugih cerkva, med njimi cerkev svete Teodore, svete Paraskeve, svetega Mihaela in Gabrijela in svetega Janeza  Aliturgeta.  

### Osmansko obdobje
Turška zasedba mesta leta 1453 je pomenila začetek propadanja Nesebra. Njegova kulturna dediščina se je kljub temu ohranila in se v 19. stoletju obogatila z gradnjo lesenih hiš, značilnih za bolgarsko črnomorsko obalo iz tistega obdobja. V zgodnjem 19. stoletju se je mnogo domačinov pridružilo grški domoljubni organizaciji Filiki Eteria, med izbruhom grške vojne za neodvisnost leta 1821 pa se je del mestne mladine udeležil borbe pod vodstvom Alexandrosa Ypsilantisa.
Nesebar je bil do leta 1878 središče sandžaka Islimye v provinci Edirne. 

### Tretje bolgarska država
Po osvoboditvi Bolgarije izpod turške oblasti leta 1878 je Nesebar postal del avtonomne osmanske province Vzhodna Rumelija v departmaju Burgas, dokler ni bil leta 1885 priključen k Bolgarski kneževini. Ob koncu 19. stoletja je bil Nesebar majhno mesto grških ribičev in vinogradnikov. Na začetku 20. stoletja se je število prebivalcev povečalo na 1870. Mesto se je od začetka 20.stoletja razvijalo kot bolgarsko črnomorske letovišče. Po letu 1925 se je začel graditi novi del mesta, stari pa se je začel obnavljati. 

## Cerkve
Za Nesebar se včasih pravi, da je mesto z največ cerkvami na prebivalca, saj je v mestu in njegovi bližnji okolici štirideset delno ali v celoti ohranjenih  cerkva. Med najpomembnejše spadajo:
- cerkev svete Sofije ali Stara metropolija (Stara Mitropolija) (5.–6. stoletje)
- bazilika svete Matere Božje Elevške, Nesebar (6. stoletje)
- cerkev Janeza Krstnika (11. stoletje)
- cerkev svetega Štefana ali Nova metropolija (Nova Mitropolija) (11. stoletje, rekonstruirana v 16.-18. stoletju)
- cerkev svete Teodore (13. stoletje)
- cerkev svete Paraskeve   (13.-14. stoletje)
- cerkev svetih nadangelov Mihaela in Gabrijela  (13.-14. stoletje)
- cerkev Kristusa Pantokratorja (13.-14. stoletje)
- cerkev svetega Janeza Aliturgeta (14. stoletje)
- cerkev svetega Odrešenika (17. stoletje)
- cerkev svetega Klimenta (17. stoletje)
- cerkev Marijinega vnebovzetja (19. stoletje)

Ne glede na to, ali so bile cerkve zgrajene pod bizantinsko, bolgarsko ali turško vladavino, predstavljajo cerkve  bogato kulturno dediščino vzhodnega pravoslavnega sveta in ilustrirajo postopen razvoj od zgodnjekrščanskih bazilik do srednjeveških križnih cerkva s kupolami.

## Soimenjaki
Po Nesebru se imenuje Nesebar Gap na Livingstonovem otoku v Južnih Šetlandskih otokih na Antarktiki.

## Galerija
- Stari del mesta
- Cerkev Kristusa Pantokratorja
- Cerkev svetega Štefana
- Cerkev svetega Janeza Krstnika
- Lesen mlin na veter pred vhodom v mesto
- Značilne hiše v starem mestu
- Cerkev svete Sofije
- Središče Nesebra